# Acacia articulata
Acacia articulata é uma espécie de leguminosa do gênero Acacia, pertencente à família Fabaceae.